# Герпетология
Герпетоло́гия (от др.-греч. ἑρπετόν — «пресмыкающееся, змея, животное» + λόγος — «слово, речь») — раздел зоологии, изучающий земноводных и пресмыкающихся.
Иногда науку о земноводных называют батрахологией (от др.-греч. βάτραχος — лягушка), раздел о змеях называют серпентологией (от лат. serpens, родит. падеж serpentis — змея; англ. serpentology, фр. ophiologie, от др.-греч. ὄφις — змея) и т. д. Однако дробные названия более узких разделов герпетологии используются достаточно редко. Также ошибочно называть герпетологами ветеринарных врачей, специализированных на лечении рептилий, если они не являются специализированными в герпетологии учёными-биологами.

## Этимология
Слово герпетология происходит от греческого: ἑρπετόν, herpetón, «ползучее животное», «змея» и -λογία, -logia, «учение, слово». Считается, что этот термин впервые употребил Якоб Клейн, хотя и понимал его шире, объединяя змей и червей.
Насчитывается более 6700 видов земноводных и более 9000 видов рептилий. Несмотря на свою современную таксономическую неактуальность, этот термин сохранился, особенно в названиях герпетологии, научного исследования нептичьих рептилий и амфибий, а также герпетокультуры — содержания в неволе и разведения рептилий и амфибий.

## История
Первым античным автором, давший большое количество сведений об амфибиях и рептилиях, считается Аристотель. Так, ему было известно о наличии у змей лишь одного лёгкого, а также, что гадюки являются живородящими. В работах Плиния Старшего, а также в «Физиологах» описания «гадов» часто были основаны на выдумках. Так, Плиний Старший писал, что хамелеоны питаются воздухом, а слюна саламандр уничтожает волосы на теле человека. Первая печатная книга, среди прочего описывающая змей, «De sermonum proprietate», вышла в 1467 году и была написана Рабаном Мавром.
В XVI веке Конрад Геснер посвящает этим животным 2 и 5 тома своей «Истории животных». В 1608 выходит «История змей» Эдварда Топселя, а в 1640 — «История змей и дракoнов» Улиссе Альдрованди. Обе эти работы были целиком посвящены «гадам», однако и в них большое место занимал вымысел. В частности, мифические василиски и драконы описываются в них как реальные животные.
Джон Рей, сформулировавший понятие вида, выделял водных и древесных лягушек, жаб, 10 видов черепах, 21 вид ящериц (в том числе крокодила) и 49 видов змей (в том числе двуходок, червяг и веретениц). В своей «Системе природы» Карл Линней выделил класс Amphibia, в который включил 3 отряда: Reptiles (рода Testudo, Draco, Lacerta и Rana), Serpentes (роды Crotalus, Boa, Coluber, Anguis, Amphisbaena и Coecilia) и Nantes, выделенный по ошибке и включавший некоторых рыб.
Первым научным трудом по герпетологии принято считать докторскую диссертацию венского медика Йозефа Лауренти, «Образец медицины, представляющий сжатый и исправленный перечень пресмыкающихся, с опытами относительно ядов и противоядий австрийских пресмыкающихся», которую он защитил в 1768 году. В ней он относит всех земноводных и пресмыкающихся кроме черепах к одному классу, выделяя среди них отряды Salientia (бесхвостые земноводные), Gradientia (хвостатые земноводные и ящерицы) и Serpentia (змеи, двуходки и безногие ящерицы).
В 1800 году Александр Броньяр объединил бесхвостых и хвостатых земноводных в один отряд и противопоставил ему другим, а годом позже Пьер Латрей предложил рассматривать их как самостоятельный класс. Несмотря это, разделение земноводных и пресмыкающихся на два класса стало общепринятым лишь в XIX веке, после выхода работ Иоганна Мюллера и Томаса Гексли.
Большой вклад в развитие герпетологии внесли Андре-Мари Дюмериль и Габриэль Биброн, описавшие в своей фундаментальной работе «Общая герпетология» (фр. Erpetologie generale) все известные тогда виды земноводных и пресмыкающихся. Позднее многие виды были описаны по материалам коллекции Британского музея Джоном Греем и Альбертом Гюнтером. В конце XIX века Джордж Буленджер обработал все группы земноводных и пресмыкающихся земного шара и опубликовал результаты этой работы в своих «Каталогах».

## Батрахология
Амфибии по отношению к рептилиям являются отдельным классом позвоночных, тем не менее, изучаются они в рамках общей дисциплины, называемой герпетологией. Термин «батрахология» был использован по отношению к земноводным ещё в 1864 году зоологом Францем Штейндахнером, однако фактически использоваться он начал лишь в период ближе к 1990-м годам.
В 1991 году французский зоолог Ален Дюбуа написал обзорную работу по определению батрахологии как отдельной дисциплины, что должно было способствовать повышению эффективности взаимодействия между учёными и более активному изучению амфибий, также это решало ряд проблем, связанных с объединением земноводных вместе с рептилиями. Герпетологию Дюбуа предложил использовать в более узком контексте — по отношению к одним только рептилиям. Однако такое использование термина шло бы вразрез по отношению к сложившейся практике, ведь во всех научных обществах и журналах под герпетологией понимается наука и о земноводных, и о пресмыкающихся, было высказано предположение, что в подобном случае лучше было бы выделить пресмыкающихся в отдельный от герпетологии раздел зоологии.

## Роль герпетологии в обществе
Герпетология изучает роль земноводных и пресмыкающихся в глобальной экосистеме, но также помогает обозначить возможную пользу и для человека. В обществе герпетология играет важную роль в плане опровержения различных стереотипов и предрассудков в отношении земноводных и пресмыкающихся. В случае сельского хозяйства земноводные могут питаться потенциальными насекомыми-вредителями (например, на рисовых полях) и в теории могут удобрять почву. Змеи на сельскохозяйственных землях питаются грызунами и способны снижать потери зерна, что эффективно проявляется в тропических сельскохозяйственных угодьях, например, в Индии. А токсины и яды, производимые некоторым пресмыкающимися и земноводными, используются в медицине.

## Общества
- Герпетологическое общество имени А. М. Никольского при Российской академии наук. Образовано в 1991 году.
- Societas Europaea Herpetologica
- Американское общество ихтиологов и герпетологов (American Society of Icthyologists and Herpetologists)
- www.euroherp.com

### Съезды
- III-й Всемирный герпетологический конгресс (World Congress of Herpetology, 2-10 August 1997, Prague)
- III Съезд Европейского герпетологического общества (Прага, ЧССР, 3rd Ordinary General Meeting of the Societas Europaea Herpetologica, 1985)
- IV Съезд Европейского герпетологического общества (Nijemegen, 4th Ordinary General Meeting of the Societas Europaea Herpetologica, 1987)
- VI Съезд Европейского герпетологического общества (Будапешт, Венгрия, 6th Ordinary General Meeting of Societas Europea Herpetologica, 1991)
- VII Съезд Европейского герпетологического общества (Барселона, Испания, 7th Ordinary General Meeting of Societas Europea Herpetologica, 1993)
- VIII Съезд Европейского герпетологического общества (Бонн, ФРГ, 1995; 8th Ordinary General Meeting of the Societas Europaea Herpetologica)
- IX Съезд Европейского герпетологического общества (Франция, 1998; 176 участников)
- X Съезд Европейского герпетологического общества (Греция, о. Крит, 1999; 148 участников)
- XI Съезд Европейского герпетологического общества (Словении, 2001; 86 человек)
- XII съезд Европейского герпетологического Общества (Санкт-Петербург, 12-16 августа 2003 года; 340 делегатов)
- XIII-й Европейский герпетологический Конгресс (Италия, 2005)
- XV-й Европейский герпетологический Конгресс (планировался 27 сентября — 2 октября 2009 года, Кусадасы — Айдын, Турция)
- Всесоюзные герпетологические конференции: Ленинград (1964, 1969, 1973 и 1977), Ашхабад (1981), Ташкент (1985) и Киев (1989)
- I Съезд герпетологического общества им. А. М. Никольского (4-7 декабря 2000 г., Пущино)
- II Съезд герпетологического общества им. А. М. Никольского (12-16 августа 2003 г., Санкт-Петербург)
- III Съезд герпетологического общества им. А. М. Никольского (9-13 октября 2006 г., Пущино-на-Оке)
- IV Съезд герпетологического Общества им. А. М. Никольского (12-17 октября 2009 г., Казань )
- V Съезд герпетологического Общества им. А. М. Никольского (25-27 сентября 2012 г., Минск; программа)
- VI съезд Герпетологического общества им. А. М. Никольского «Актуальные проблемы изучения и сохранения биоразнообразия земноводных и пресмыкающихся Евразии» (5-9 октября 2015 г., Пущино-на-Оке; программа)
- VII съезд Герпетологического общества (2018, Махачкала)
- VIII съезд Герпетологического общества им. А. М. Никольского «Современные герпетологические исследования Евразии» (3-9 октября 2021 г., Звенигород)

## Центры
- Отделение герпетологии ЗИН РАН
- Сектор Герпетологии Зоологического музея МГУ
- УП НСО «Сибирский герпетологический центр» (Новосибирск; производства змеиных ядов),
- Center for North American Herpetology, где содержатся более 500 видов рептилий и амфибий

## Журналы
- Russian Journal of Herpetology. Основан в 1994 году.
- Bibliotheca Herpetologica: a journal of the history and bibliography of herpetology (журнал Общества «International Society for the History and Bibliography of Herpetology»). Основан в 1999 году.  Архивная копия от 9 марта 2011 на Wayback Machine
- Amphibia-Reptilia (журнал общества «Societas Europaea Herpetologica»).
- Современная герпетология. Основан в 1999 году.
- RusTerra magazine (журнал о рептилиях и амфибиях). Основан в 2014 году.

## Герпетологи
- Илья Сергеевич Даревский, член-корреспондент РАН
- Александр Михайлович Никольский, член Академии наук Украины
- Андрей Григорьевич Банников, профессор
- Дмитрий Борисович Васильев, доктор ветеринарных наук, ведущий герпетолог Московского зоопарка
- Пестинский, Борис Владимирович, художник и герпетолог.
- Чудинов, Пётр Константинович — специалист в области палеогерпетологии пермского периода.